# H.C. Andersens eventyr
 Ikke at forveksle med Eventyr af H.C. Andersen.
H.C. Andersens eventyr er en dansk dukkefilm fra 1996 med ukendt instruktør.

## Handling
Ove Sprogøe fortæller seks af H.C. Andersens mest elskede eventyr som miniature teaterstykker.